# Régiment Constantinien

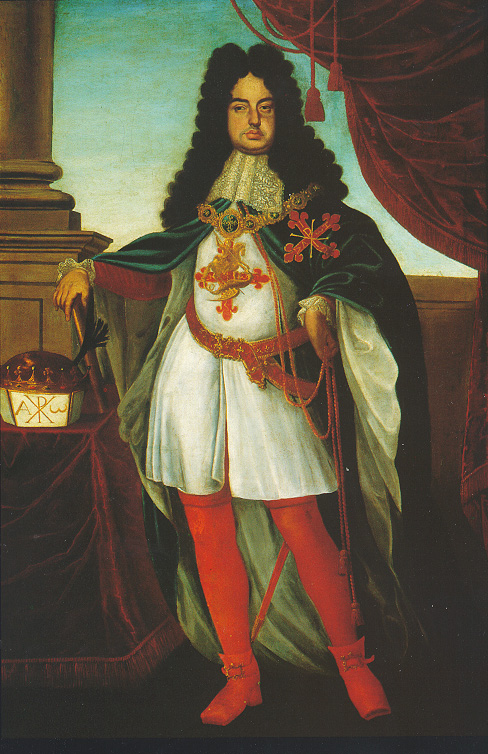
François Farnese, duc de Parme et de Plaisance, en habit de chevalier de l'ordre contantinien

Le régiment Impérial Équestre Constantinien de Saint-Georges dénommé aussi régiment Constantinien est créé le 13 mai 1716 après un accord entre le duché de Parme et la république de Venise qui engagée dans une guerre (1714-1718) avec l'empire ottoman a besoin de troupes.
Le régiment porte ce nom en hommage au titre de grand magistère du Sacre Militaire de l'Ordre Constantin de Saint Georges conféré au duc de Parme François Farnèse le 24 octobre 1699  et ratifié par la lettre apostolique Sincerae fidei du pape Innocent XII.

## Contenu de l'accord
Venise s'engage à payer 80 000 ducats (20 000 immédiatement, 20 000 à l'arrivée du premier bataillon et le solde à l'arrivée du second bataillon) en échange de deux bataillons de 1 000 hommes.
Venise envoie Marco Antonio Veniero pour organiser et prendre le commandement de la troupe ce que le duc refuse, il confie alors le commandement au comte Dal Verme, vétéran de la guerre de Succession d'Espagne. Veniero est nommé sergent major et il s'établit à Plaisance. Il commence le recrutement dans le duché en février 1717 mais rapidement les « volontaires » se font moins nombreux et les hommes sont recrutés de force, les prisons sont même vidées. En mai, seuls 750 hommes sont prêts à partir, soit six compagnies, chaque compagnie se composant d'un capitaine, d'un lieutenant, de deux sergents, de quatre caporaux, de deux tambours, de douze grenadiers et de 100 fusiliers. Le drapeau de la compagnie dispose pour emblème du lion de Saint-Marc.

## Opérations
Les premières troupes arrivent à Venise le 6 juin où elles sont applaudies par la foule à la grande satisfaction du Duc. Le 17 juin, le régiment embarque pour Split sous l'autorité du commandant militaire, le provéditeur et futur doge Sebastiano Mocenigo. Le 5 juillet, le régiment constantinien accompagne Mocenigo qui prend la direction de Sinj pour attaquer les forteresses ottomanes de Bosnie, leur rôle étant d'occuper Sinj. Les conditions de vie sont déplorables, les premières troupes arrivées perdent 326 hommes presque essentiellement de maladie, on compte 22 déserteurs. Verniero qui est tenu pour responsable de l'organisation est rappelé à Venise et congédié. 
Mocenigo attaque avec ses mercenaires allemands la ville de Bar sans succès en raison de l'arrivée de renforts turcs. La campagne prend fin sans que le régiment n'ait eu l'occasion de se distinguer. En juillet, deux compagnies arrivent suivies de deux autres au cours de l'été 1718.
La campagne de 1718 sera ralentie par les difficultés de paiement des soldes par les Vénitiens et alors que les combats reprennent, le traité de traité de Passarowitz est signé mettant fin aux hostilités. Le régiment est congédié en mai. Les Espagnols tentent d'enrôler le régiment pour combattre contre les Autrichiens en Sicile mais le Duc s'y oppose.

## Dissolution
Le régiment rentre dans le duché en juin 1719 et est dissout le même mois. Sur les 1 200 hommes mobilisés, les pertes furent de 436 hommes dont assez peu au combat.